# Арлуно
Арлуно (итал. Arluno) — город на севере Италии. Расположен в провинции Милан области Ломбардия.
Население составляет 11 985 человек (на 2017 г), плотность населения составляет 970 чел./км². Занимает площадь 12,36 км². Почтовый индекс — 20010. Телефонный код — 00002.
Покровителями города считаются святые апостолы Пётр и Павел. Праздник города ежегодно празднуется 29 июня.

## Города-побратимы
- Сан-Хусто, Аргентина (2007)